# Nicolás Jiménez Molina
Nicolás Jiménez Molina (Íllora, Granada, 27 de maig de 1896 - Madrid, 29 de gener de 1987) va ser un paleta andalús, dirigent socialista tant del PSOE com de la UGT durant la II República Espanyola i alcalde d'Íllora.
Va treballar com a agricultor i mestre d'obra. Militant del PSOE i de la UGT des de 1918, el 1919 fou empresonat per participar en la primera vaga organitzada a la província de Granada. El 1921 va abandonar el PSOE quan aquest va abandonar la III Internacional, però es va reintegrar uns anys més tard, de manera que el febrer de 1931 fou elegit president de l'Agrupació Socialista d'Íllora i a les eleccions municipals espanyoles de 1931 en fou escollit alcalde. Fou bandejat de l'alcaldia després d'haver format part del Comitè de Granada durant la revolució de 1934. A les eleccions generals espanyoles de 1933, on els socialistes granadins acudiren en solitari, formà part de la llista del PSOE, però fou escollit. Més sort va tenir a les eleccions generals espanyoles de 1936, ja que va ser escollit en l'elecció parcial de 3 de maig per la circumscripció de Granada.
Va combatre a la guerra civil espanyola com a Comissari General de l'Exèrcit d'Extremadura (1937-1939). En acabar el conflicte va exiliar-se a Mèxic on desenvoluparia la resta de la seva vida fins al 1972, any en què va tornar a Espanya. El 1946 a Juan Negrín i a més de 30 correligionaris els va ser retirat el carnet. En aquest grup es trobava Nicolás. El 24 d'octubre de 2009 va ser rehabilitat com a membre del Partit Socialista Obrer Espanyol.